# Выборы в Учредительное собрание Непала (2013)
Выборы во 2-е Учредительное собрание в Непале прошли 19 ноября 2013 года. На выборах были избраны 575 депутатов из 601 депутата Учредительного собрания. 

## Контекст
Король Непала Гьянендра распустил парламент и передал всю власть правительству в результате гражданской войны 1996—2006 годов между правительством и сторонниками Объединённой маоистской коммунистической партии. Однако из-за массовых протестов он был вынужден восстановить парламент при условии принятия новой Конституции. В 2008 году король был свергнут и были проведены выборы в Учредительное собрание. Учредительное собрание должно было предложить новую Конституцию, но срок её представления постоянно откладывался. Последний срок 27 мая 2012 года также не дал никакого результата.
В свете создавшейся нестабильной ситуации у здания парламента несколько раз прошли массовые насильственные протесты различных этнических групп Непала. После этого собрания около здания были запрещены, вокруг него была дислоцирована полиция и Непальская армия была приведена в состояние высокой готовности. Премьер-министр Бабурам Бхаттараи назначил выборы нового Учредительного собрания на 22 ноября 2012 года с возможностью введения чрезвычайного положения.
В день назначенных выборов начались массовые протесты во время ведущихся переговоров между КПН (маоистской), Непальским конгрессом, КПН (объединённой марксистско-ленинской) и Мадхесийским фронтом. Переговоры были сорваны после требования КПН (маоистской) 10 из 14 новых провинций, созданных по границам между этническими группами страны. Маоисты заявляли, что новая Конституция невозможна без признания идентичности различных народов. Противники же считали, что это может привести к напряжённости между различными кастами. Барша Ман Пун из маоистской коммунистической партии заявил о выборах, что у нас нет альтернативы. Мы приносим извинения за то, что мы не смогли подготовить Конституцию.
Непальский конгресс заявил, что задержки с выборами — попытка КПН (маоистской) остаться у власти и что односторонние решения промаоистского правительства были неожиданные. В середине сентября 2013 года оппозиция призвала к однодневной забастовке, призывая к отмене выборов.

## Галерея

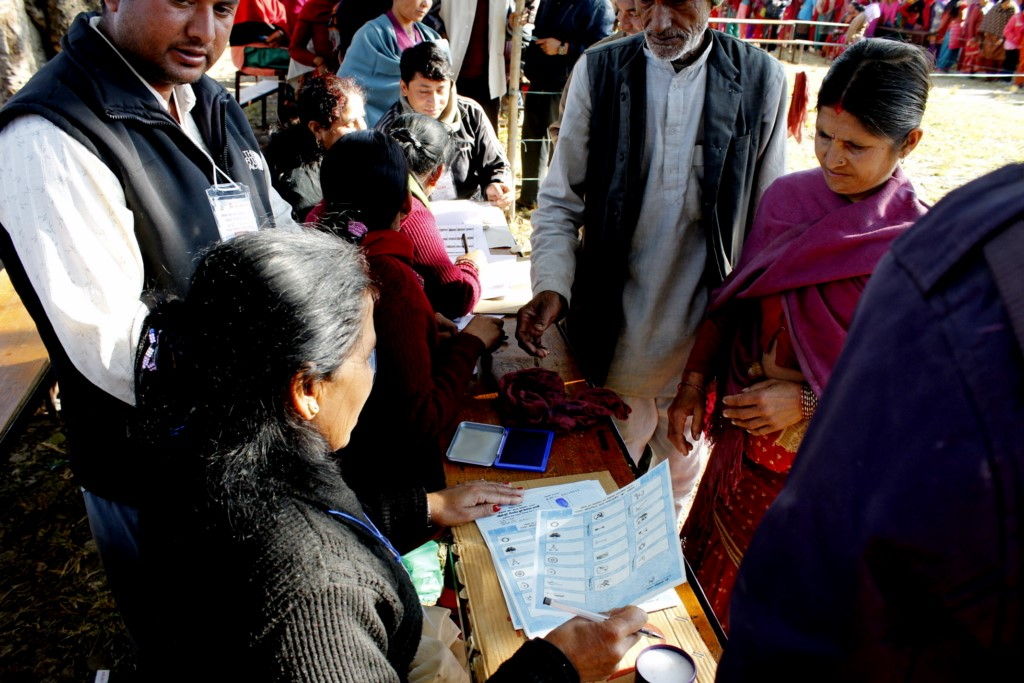
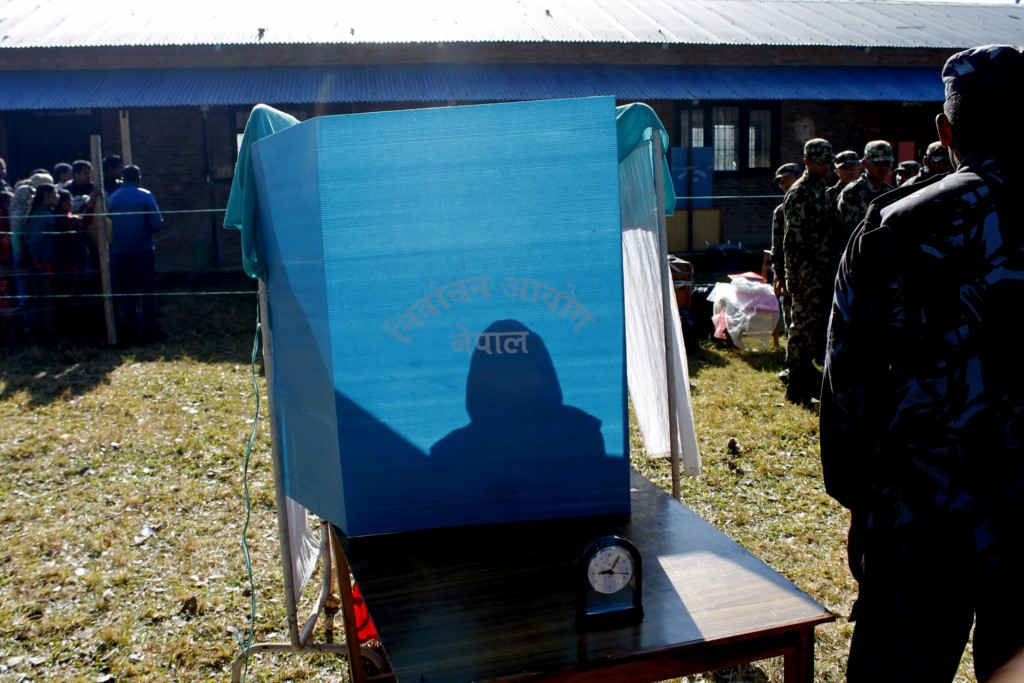
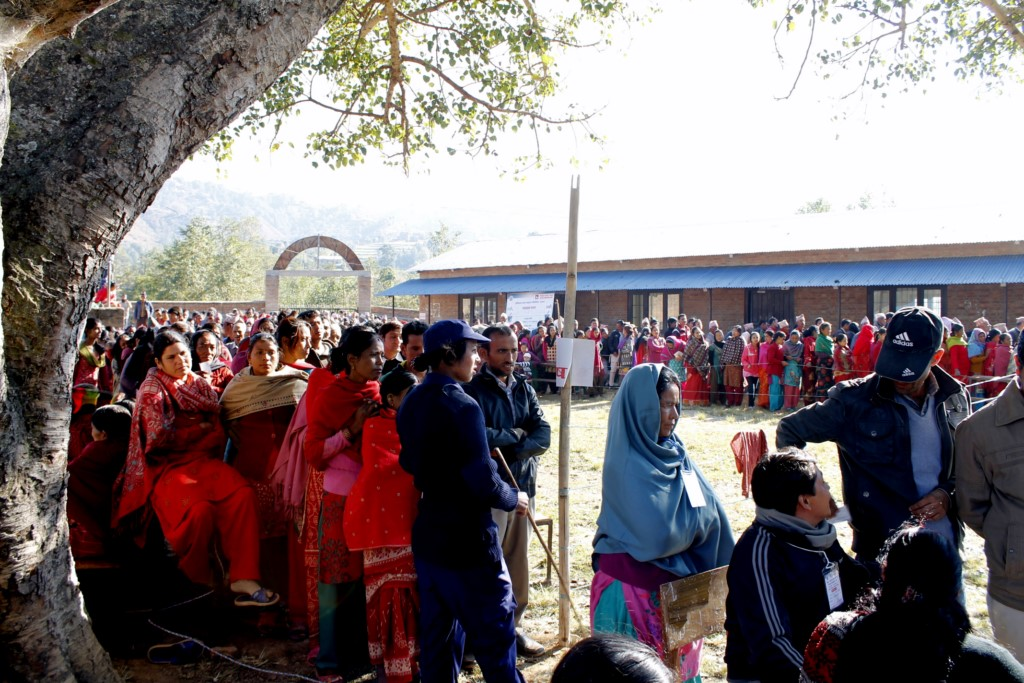
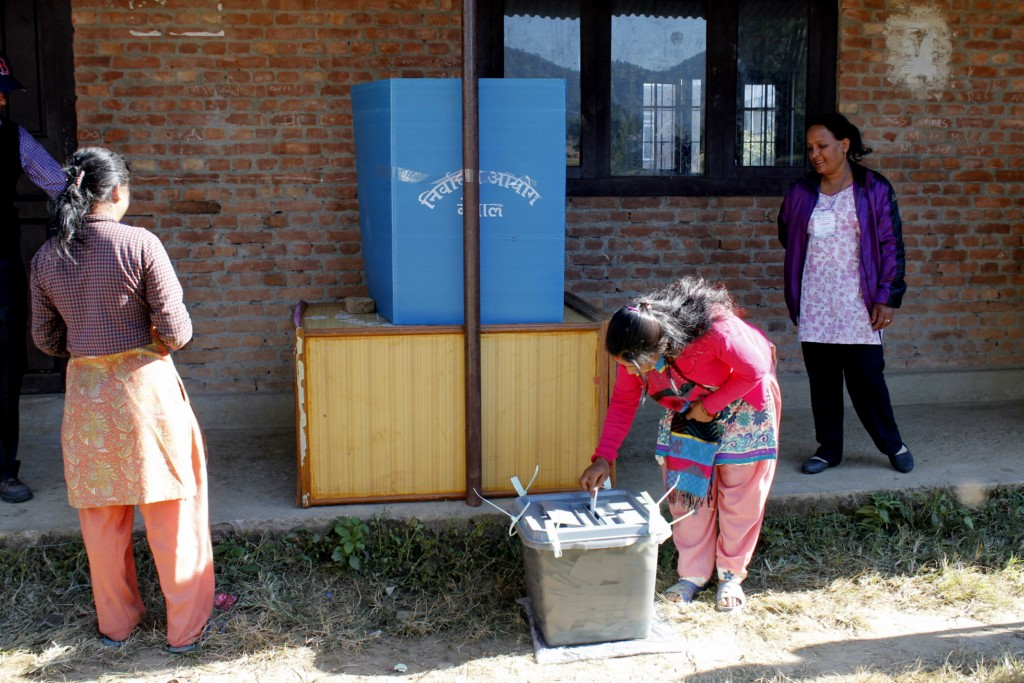
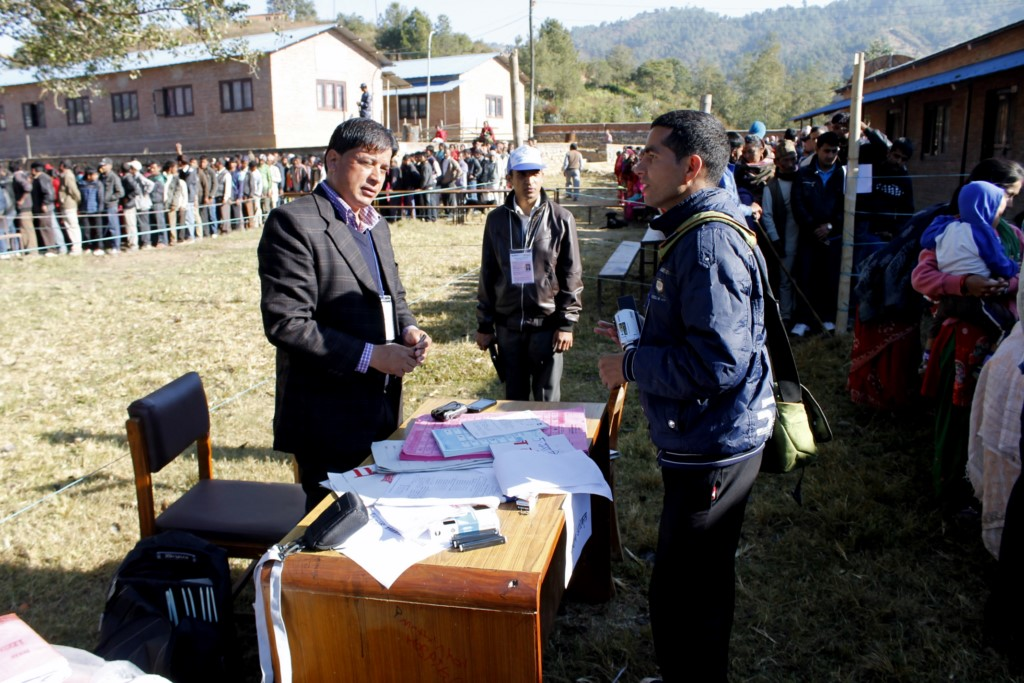
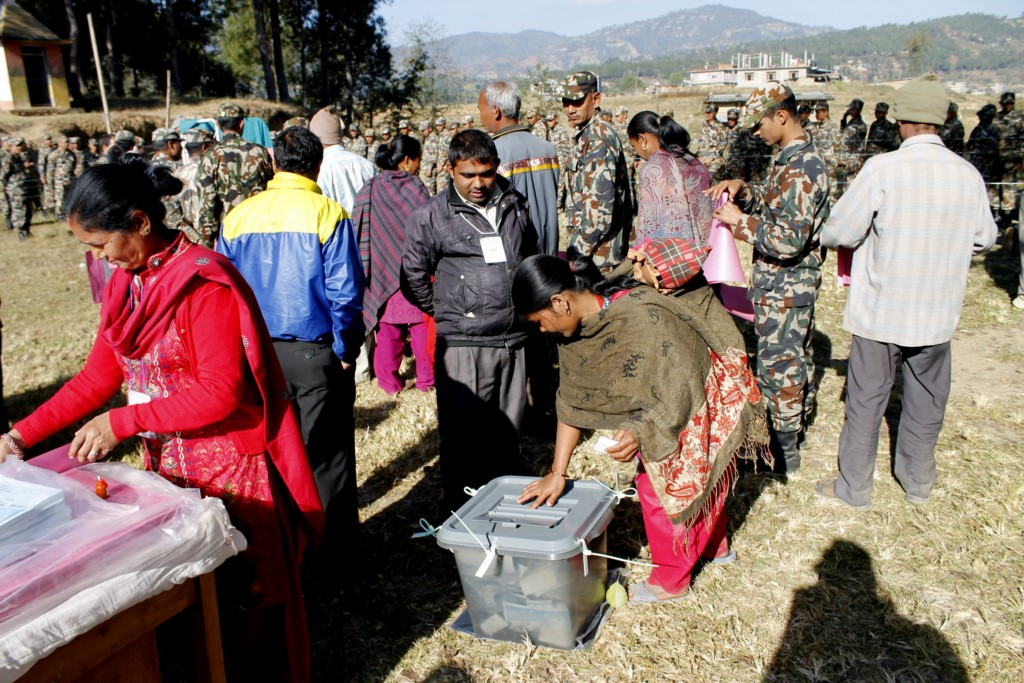
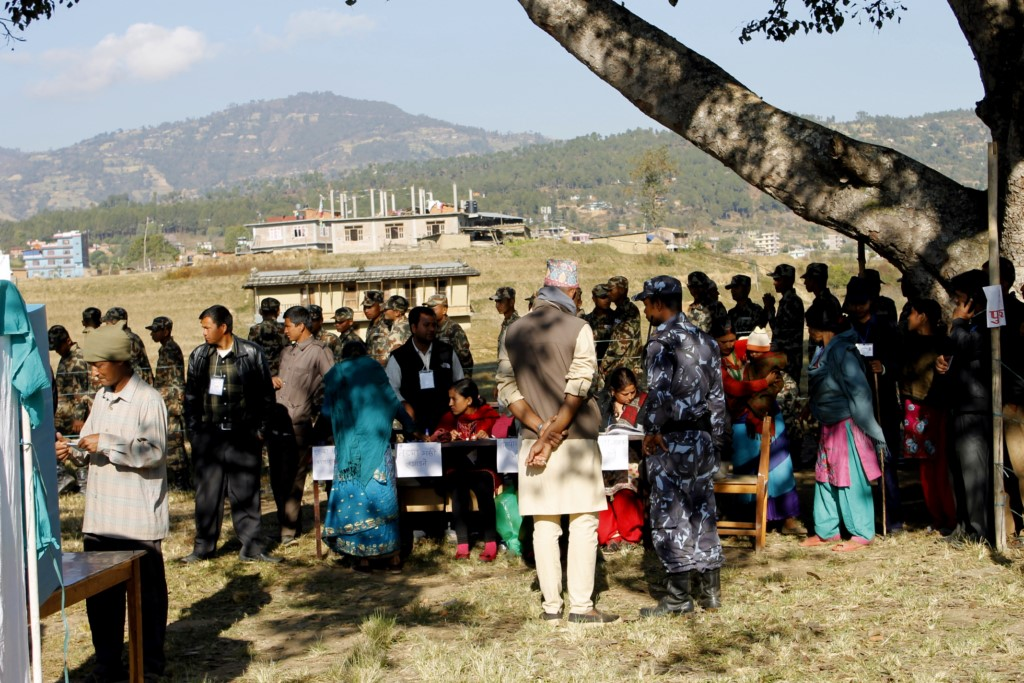
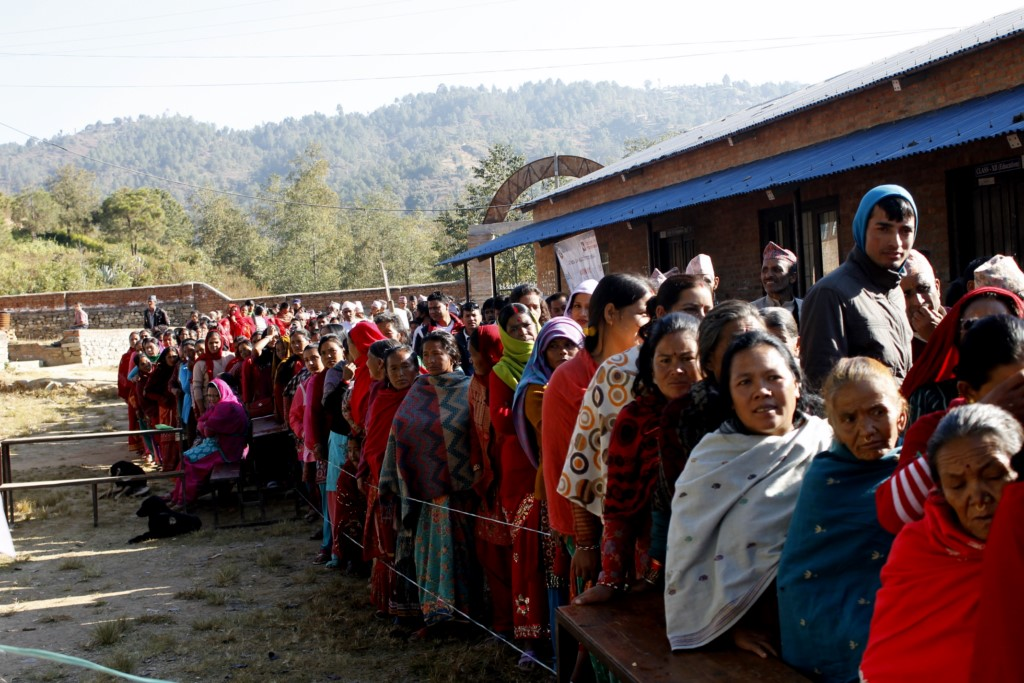
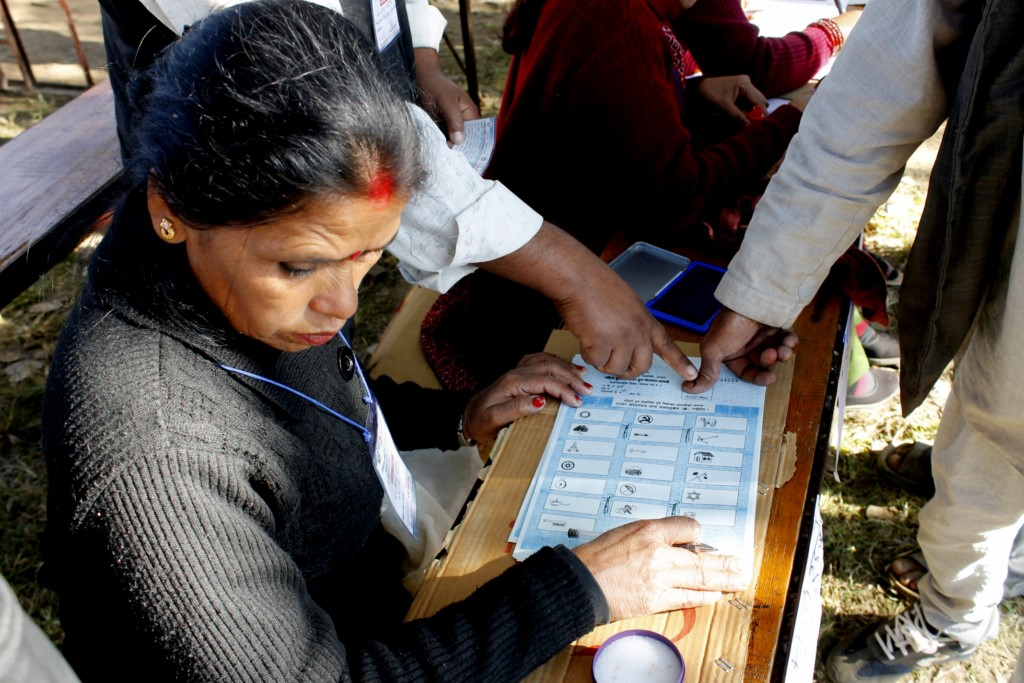
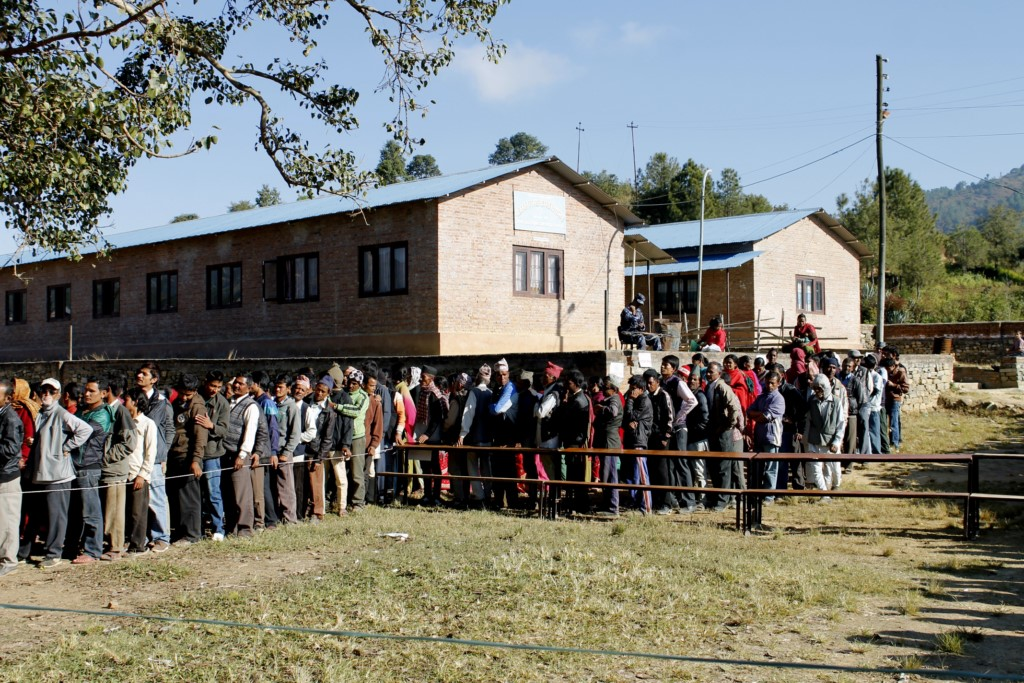